# Iuri Medeiros
Iuri Medeiros (Horta, 10 de julio de 1994) es un futbolista portugués que juega de centrocampista en el Újpest F. C. de la Nemzeti Bajnokság I.

## Selección nacional
Debutó con la selección sub-21 en la Eurocopa Sub-21 de 2015 y sería nuevamente convocado en la Eurocopa Sub-21 de 2017. Llegaría a disputar un total de diecinueve encuentros con la selección, incluyendo cuatro partidos durante la Eurocopa sub-21 de 2015. Medeiros también fue seleccionado por el entrenador Rui Jorge para aparecer en los Juegos Olímpicos de Río de Janeiro 2016 como parte del plantel de la selección olímpica.

## Clubes
| Club                | País     | Año       |
| ------------------- | -------- | --------- |
| Sporting C. P. "B"  | Portugal | 2012-2017 |
| → F. C. Arouca      | Portugal | 2015      |
| → Moreirense F. C.  | Portugal | 2015-2016 |
| → Boavista F. C.    | Portugal | 2016-2017 |
| Sporting C. P.      | Portugal | 2017-2019 |
| → Genoa C. F. C.    | Italia   | 2018-2019 |
| → Legia de Varsovia | Polonia  | 2019      |
| 1. F. C. Núremberg  | Alemania | 2019-2021 |
| → S. C. Braga       | Portugal | 2020-2021 |
| S. C. Braga         | Portugal | 2021-2023 |
| Al-Nasr S. C.       | EAU      | 2023-2024 |
| Hapoel Be'er Sheva  | Israel   | 2025      |
| Újpest F. C.        | Hungría  | 2025-     |

## Palmarés

### Títulos nacionales
| Título           | Club               | País     | Año  |
| ---------------- | ------------------ | -------- | ---- |
| Copa de Portugal | S. C. Braga        | Portugal | 2021 |
| Copa de Israel   | Hapoel Be'er Sheva | Israel   | 2025 |